# ترسیکوکوس فوئنیکیس
ترسیکوکوس فوئنیکیس (نام علمی: Tersicoccus phoenicis) نام یک گونه از شاخه اکتینوباکتر است.